# Johannes Colberg

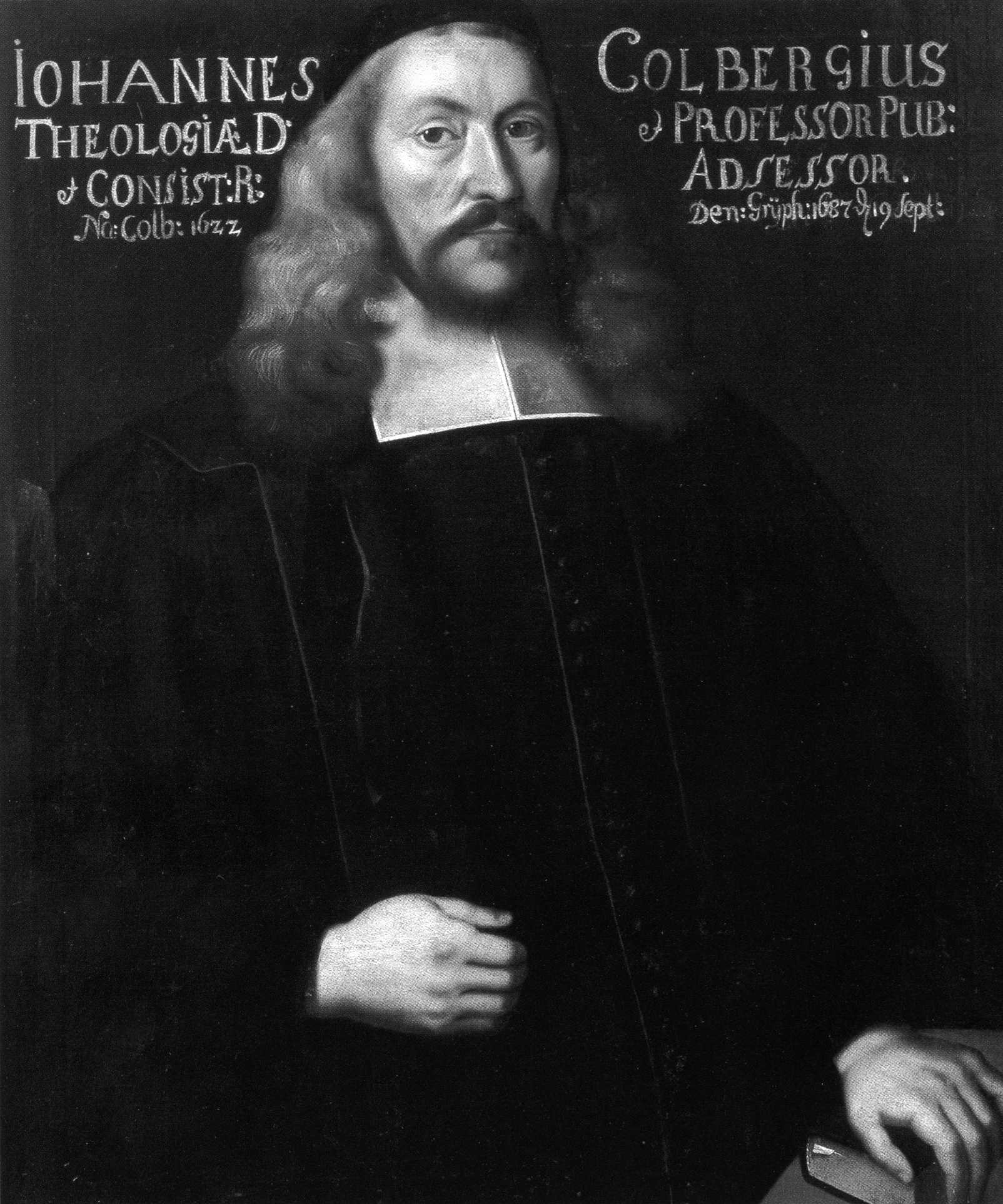
Johannes Colberg

Johannes Colberg (* 31. März 1623 in Kolberg; † 19. September 1687 in Greifswald) war ein deutscher lutherischer Theologe.

## Leben
Als Sohn eines Kaufmanns, besuchte er die Schule in Königsberg (Preußen). Im Anschluss studierte er von 1638 bis 1644 an der Universität Greifswald und der Universität Königsberg, wo er 1644 den akademischen Grad eines Magisters erlangte. Daraufhin begab er sich an die Universität Frankfurt (Oder), wo er als Adjunkt der theologischen Fakultät aufgenommen wurde und die Bekanntschaft von Johann Hülsemann machte. Nach einer Bildungsreise durch Deutschland, wo er sich unter anderem in Wittenberg, Leipzig, Helmstedt, Jena, Gotha, Erfurt und Dresden aufhielt, erwarb er sich 1652 das Lizentiat der Theologie an der Universität Leipzig und wurde 1653 Pastor an der Petri und Paulikirche in Eisleben und mansfeldischer Konsistorialassessor.
Noch im selben Jahr wechselte er durch einen Hausbrand geschädigt, an das Pastorat der Marienkirche seiner Heimatstadt. Dort verwickelte er sich als Vertreter der lutherischen Orthodoxie, in umfangreiche Streitigkeiten, so dass er 1675 sein Amt auf Weisung des Kurfürsten Friedrich Wilhelm von Brandenburg niederlegen musste. Günstig erwies sich nun, dass er 1666 in Leipzig zum Doktor der Theologie promoviert hatte. Daraufhin konnte er 1677 einem Ruf an die Universität Greifswald als Professor der Theologie folgen.
Jene Stelle war verbunden mit einer Mitgliedschaft im Greifswalder Konsistorium und einer Pastorenstelle in der Marienkirche. Aber auch in Greifswald geriet er in einen Streit mit seinem Kollegen Jacob Henning und musste nach der Eroberung der Stadt durch den brandenburgischen Kurfürsten im November 1678 wiederum Greifswald verlassen. Er begab sich nach Rostock, wo er seine Predigten fortsetzte, Vorlesungen hielt und weitere Streitschriften aufsetzte. 1686 konnte er auf seine Stelle in Greifswald zurückkehren, wo er bis zu seinem Lebensende blieb.
Johannes Colberg war verheiratet mit Catharina Schlieff. Sein Sohn Ehregott Daniel Colberg wurde ebenfalls Theologe.

## Schriften (Auswahl)
- De seculari inter theologos Lutheranos dissensu
- De unione personali
- Confessionem de falsis Prophetis
- De Syncretismo
- De Libris Symbolicis
- De Verbo Dei